# Scarus collana
Scarus collana là một loài cá biển thuộc chi Scarus trong họ Cá mó. Loài này được mô tả lần đầu tiên vào năm 1835.

## Từ nguyên
Từ định danh của loài trong tiếng Ý có nghĩa là "vòng cổ", hàm ý có lẽ đề cập đến các vệt tròn màu xanh ngọc lục bảo được ví như một chuỗi ngọc trai nằm giữa mỗi tia vây lưng.

## Môi trường sống và sinh thái
S. collana là một loài đặc hữu của Biển Đỏ. Loài này sống gần các rạn san hô trên nền đáy cát mịn hoặc đá vụn trong các đầm phá hoặc vịnh xung quanh ở độ sâu đến ít nhất là 25 m.

## Mô tả
S. collana có chiều dài cơ thể tối đa được ghi nhận là 33 cm.

## Sinh thái
S. collana thường sống đơn độc và bơi chậm rãi trên các rạn san hô. Thức ăn của chúng là các loài tảo sợi mọc trên cát. Loài này được xem là một loài cá thực phẩm.